# Canal de Berry
Pour les articles homonymes, voir Berry (homonymie).
Le canal de Berry (d'abord « canal du Cher », puis « canal du duc de Berry » avant de prendre en 1830 son nom actuel), réalisé entre 1808 et 1840 est initialement long de 320 km : il a été utilisé jusqu'en 1945 puis a été déclassé et aliéné en 1955.
Ce canal est constitué de trois branches distinctes qui se rejoignent à Fontblisse, commune de Bannegon (Cher).

## Histoire
Évoqué dès 1484 lors des états généraux de Tours, l'aménagement du Cher en vue de sa navigation était souhaité. En 1595 Sully puis en 1606 Colbert étudièrent sa réalisation avant d'y renoncer. Le duc Paul François de Béthune-Charost en 1765 puis le baron de Marivetz en 1772 plaidèrent pour une liaison directe entre Tours et le Bec d'Allier pour couper toute la boucle de la Loire. Ils imaginèrent un aménagement du Cher entre Tours et Vierzon puis le creusement d'un canal direct entre Vierzon et le Bec d'Allier. En 1786, une dotation de 100 000 livres tournois fut proposée pour initier les premiers travaux mais la Convention annula le projet en 1792.

### Les différents projets de la fin duXVIIIesiècle
La recherche de l'amélioration de la circulation des produits à l'intérieur du Berry tout en économisant les frais de construction, c'est-à-dire en tirant le meilleur parti des conditions naturelles, va conduire à la conception de plusieurs projets. Tous ces projets échoueront par manque du financement nécessaire :
- projet de Heurtault de Baignoux, 1768
- projet de Bouchet, 1768
- projet du comte d'Essuile, 1773
- projet de Marivetz, 1770 - 1780
- projet du duc de Béthune-Charost, 1780
- projet de Nicolas de Fer, 1784

### Le projet de Dutens
Un besoin concernait le transport des fûts de bois, attesté en 1807 au départ de Trillers jusqu'à la Loire, mais aussi le charbon minier de Commentry vers le Nord, et surtout le minerai de fer vers les usines de Montluçon. 
Le décret impérial du 16 novembre 1807 décide : Le « Cher sera rendu navigable en suivant son cours actuel au moyen d'une ou plusieurs dérivations depuis Montluçon jusqu'à son embouchure dans la Loire ».
En 1808, le directeur général des ponts et chaussées désigne l'ingénieur en chef Joseph-Michel Dutens pour faire l'étude du projet. Il rend son étude en février 1809 en proposant deux solutions :
- une navigation en rivière entre Montluçon et Vierzon ;
- un canal latéral au Cher.

Il indique que l'importance et la fréquence des crues et les périodes de sécheresse lui font préférer la seconde solution.

## Réalisation
Le directeur général des ponts et chaussées fait le choix de la seconde solution entre Montluçon et Vierzon avec un canal, alors qu'au-delà, le Cher lui-même est canalisé.
La construction a été réalisée par l’ingénieur en chef des ponts et chaussées Joseph-Michel Dutens entre 1808 et 1840, utilisant comme premiers ouvriers des prisonniers espagnols.
Les travaux venant de commencer, le Conseil général du Cher demande en septembre 1810 que le tracé du canal passe par Bourges en offrant de payer 500 000 francs pour ce nouveau tracé.
Le décret impérial du 24 février 1811 demande d'étudier la prolongation entre Vierzon et Nevers par Bourges permettant une navigation facile entre Tours et Nevers.
Joseph-Michel Dutens répond dans un mémoire par un projet de canal reliant Saint-Amand-Montrond, Bannegon, Bourges et une branche reliant Vierzon au Bec d'Allier par Bannegon. Il propose de faire un prolongement de cette branche jusqu'à Digoin pour rejoindre le canal du Centre. Ce prolongement sera, un peu plus tard, une partie du canal latéral à la Loire.
Après la chute de l'Empire, les besoins d'économie amènent Joseph-Michel Dutens à proposer, après avoir visité les canaux anglais en 1818, de limiter le gabarit en s'inspirant de ce qui se faisait en Angleterre. Au lieu d'écluses de 5,20 m de large, il propose des écluses de 2,60 m. Finalement, le projet a adopté des écluses avec des sas de 2,70 m par 34 m. Il pense que le coût des travaux avec ce nouveau gabarit devrait être réduit d'un tiers.
La construction du canal s'accompagne de la  plantations par les Ponts et Chaussées de 190 000 arbres dont 150 000 peupliers, merisiers, ormes, acacias, noyers et autres arbres fruitiers, plantés selon un code. Le choix des essences d'arbre correspondait à un type d'ouvrage d'art pour signaler sa présence. Selon la loi de finance de 1822, les ressources du canal étaient à partager pendant 40 ans (péages, affermage de la pêche, vente aux enchères du bois et du foin sur les terrains du canal).
D'abord appelé « canal du Cher », l'ordonnance royale du 9 décembre 1814 a substitué à ce nom celui de « canal du duc de Berry ».
Le nouveau projet est adopté en décembre 1819 par ordonnance royale.
Les financements étant faibles, les travaux avancent lentement. La loi du 14 août 1822 permet d'achever le canal grâce à un emprunt d'État auprès d'une compagnie financière, la « Société anonyme des quatre canaux » (canaux de Bretagne, canal du Nivernais, canal de Berry, canal latéral à la Loire).
En 1830, l'ingénieur en chef, directeur du canal,  Hippolyte d'Haranguier de Quincerot (1784-1875), propose d'appeler le canal « canal de Berry ». C'est le nom finalement adopté.
Le canal en étoile comprend :
- une branche Ouest allant de Fontblisse sur la commune de Bannegon à Noyers-sur-Cher dans le département de Loir-et-Cher, en passant par Dun-sur-Auron, Bengy-sur-Craon, Bourges et Vierzon sur un trajet de 142 km avec 53 écluses et se poursuivant par le Cher canalisé sur 60 km ;
- une branche Nord-Est allant de Fontblisse jusqu'au Bec d'Allier sur la commune de Marzy, dans le département français de la Nièvre avec la jonction avec le canal latéral à la Loire à Marseilles-lès-Aubigny, en passant par Sancoins après un trajet de 49 km avec 18 écluses ;
- une branche Sud, descendant de Fontblisse jusqu'à Montluçon sur 69,8 km avec 26 écluses.

Soit au total : 261 km de canaux au petit gabarit avec 97 écluses, 139 ponts fixes, 65 ponts-levis, un pont levant, cinq ponts-canaux et 52 communes riveraines.
Les problèmes d'alimentation en eau nécessitent la création des étangs-réservoirs de Goule (sur l'Auron) et Pirot (sur la Marmande).
La navigation utilisait chevaux, mulets et ânes pour tracter les péniches appelées « flûtes », « Berry » ou encore « molussons ». Le trafic a augmenté jusqu'à plus de 1 000 péniches par an et 570 000 tonnes (apogée en 1873-1920).
Le canal est déclassé en 1955 et a été cédé aux communes limitrophes, libre à elles d'en assurer le devenir. À présent, certaines sections sont conservées en eau, d'autres sont abandonnées aux broussailles, d'autres enfin ont été bouchées et construites (voir infra réhabilitation).

## Les trois branches du canal de Berry
Branche sud : Montluçon - Fontblisse via Vallon-en-Sully et Saint-Amand-Montrond - mise en service en 1835 - 69 km.

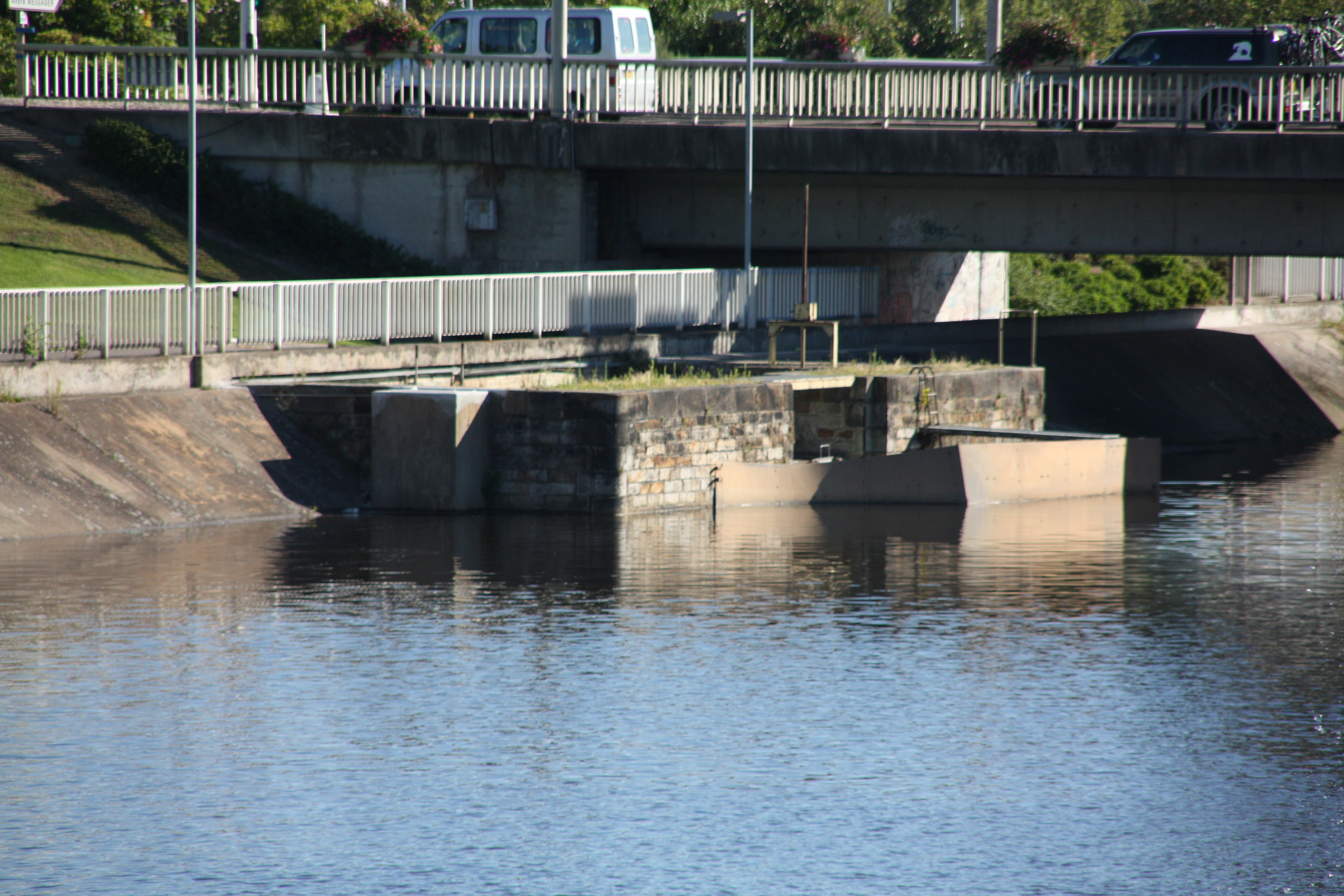
Prise d'eau à Montluçon.
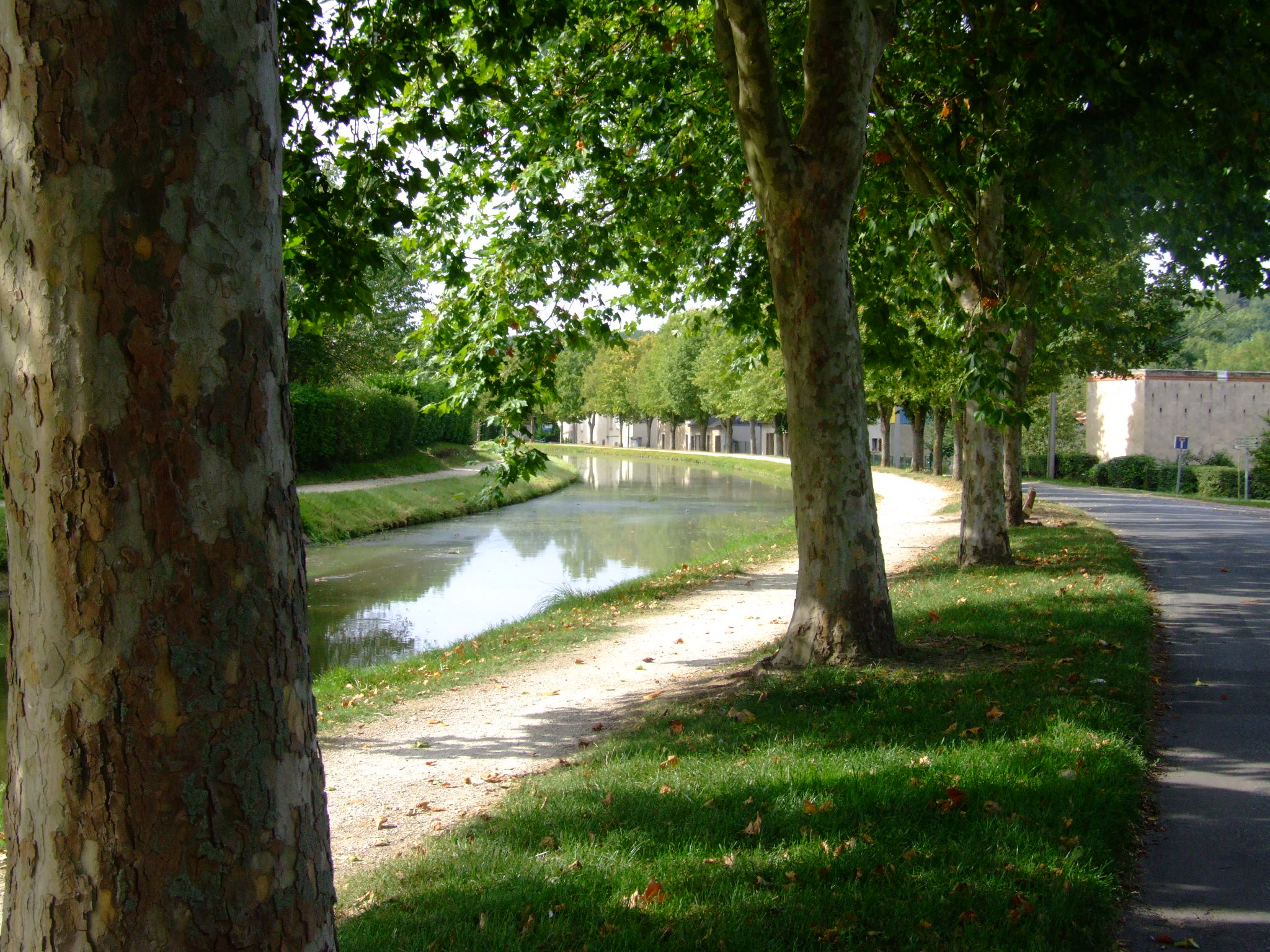
Branche sud à Saint-Amand-Montrond.

Branche nord-est : Fontblisse - Marseilles-lès-Aubigny via Sancoins - mise en service en 1837 - 49 km.
C'est par cette branche que le canal est connecté au reste du réseau, par l'intermédiaire du canal latéral à la Loire.

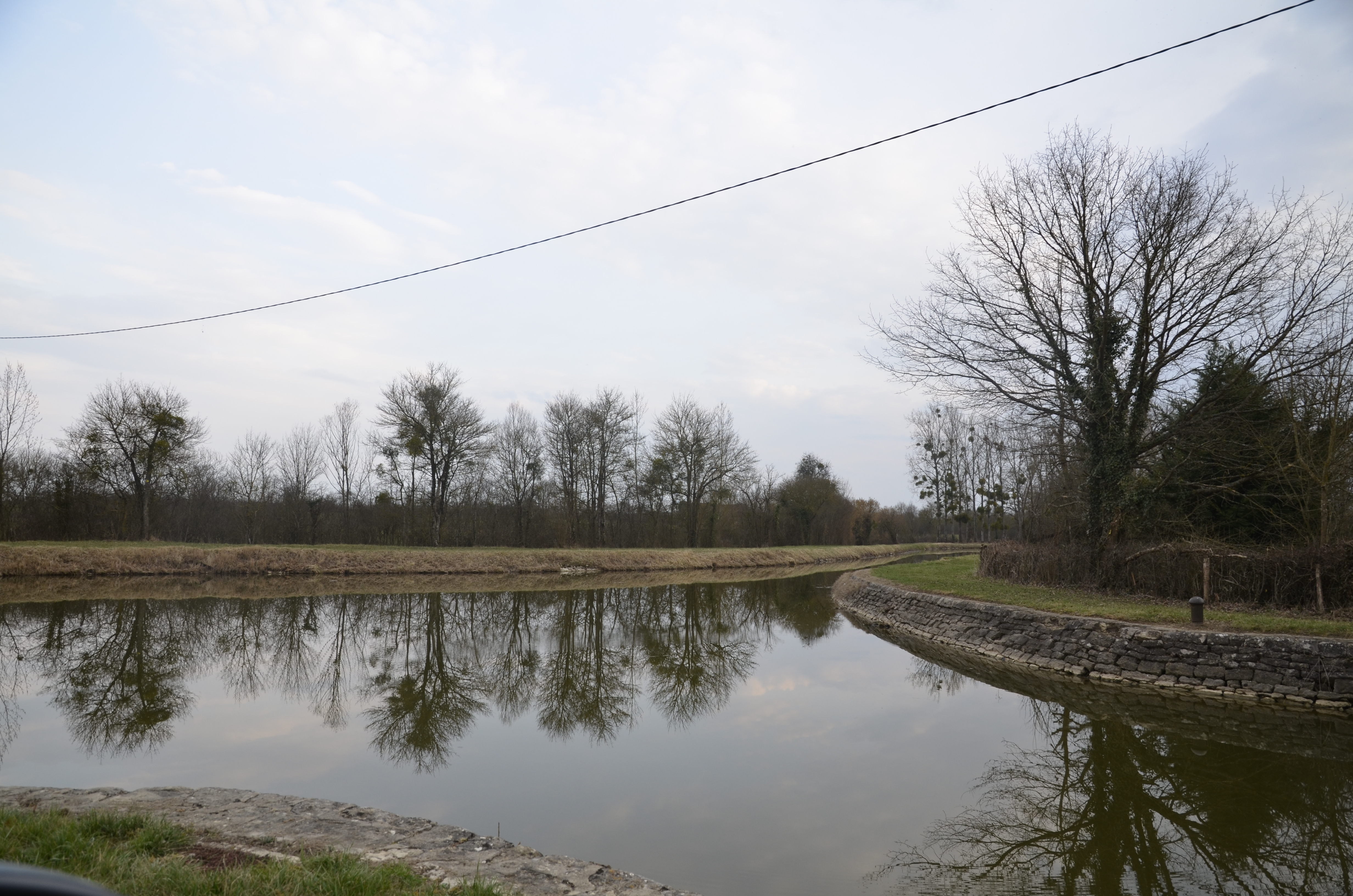
Fontblisse.

Branche nord-ouest : Fontblisse - Noyers-sur-Cher via Dun-sur-Auron, Bourges, Mehun-sur-Yèvre et Vierzon - mise en service en 1831 - 142 km.

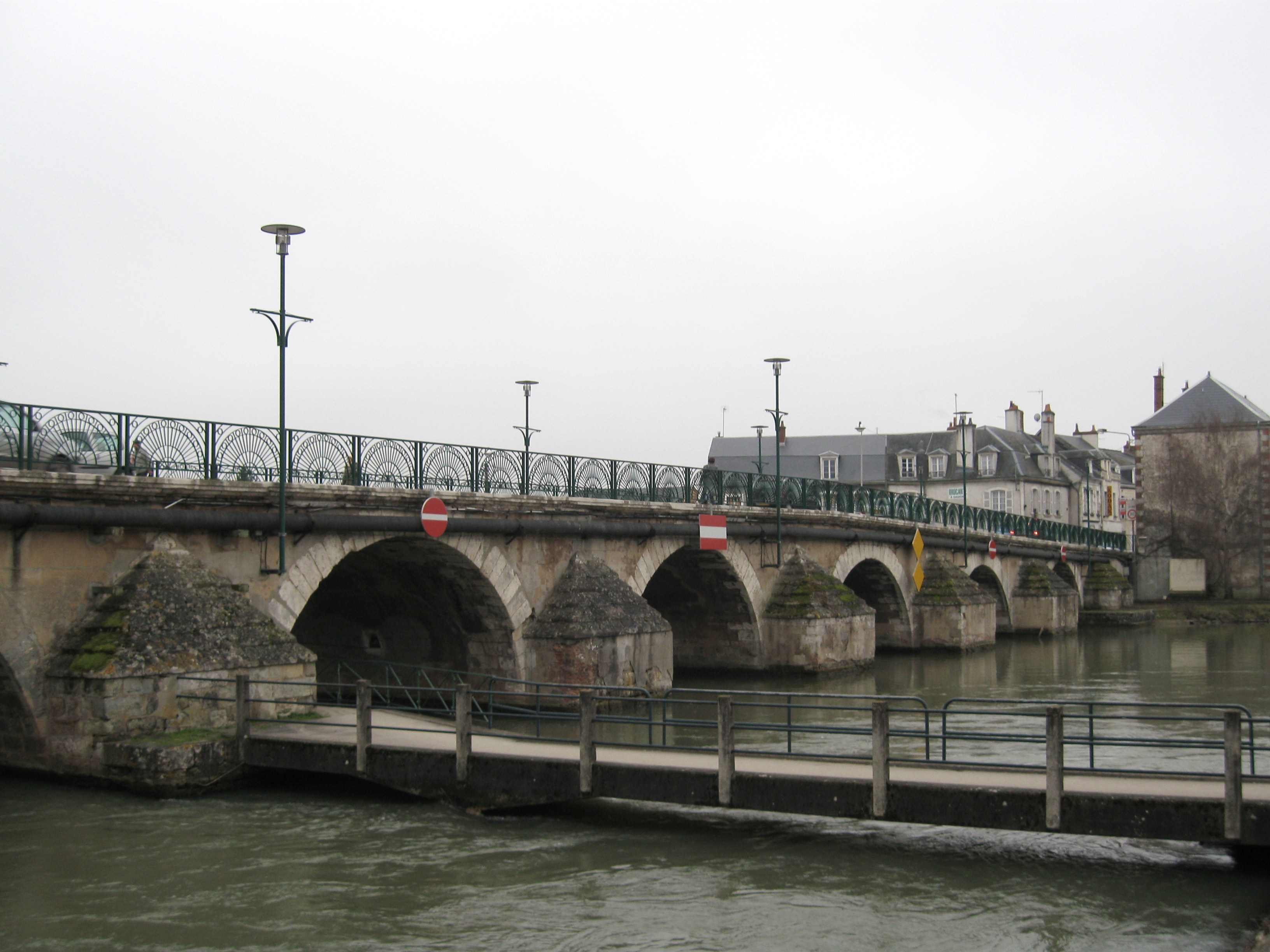
Pont sur le bassin central du canal et l'Yèvre à Vierzon.
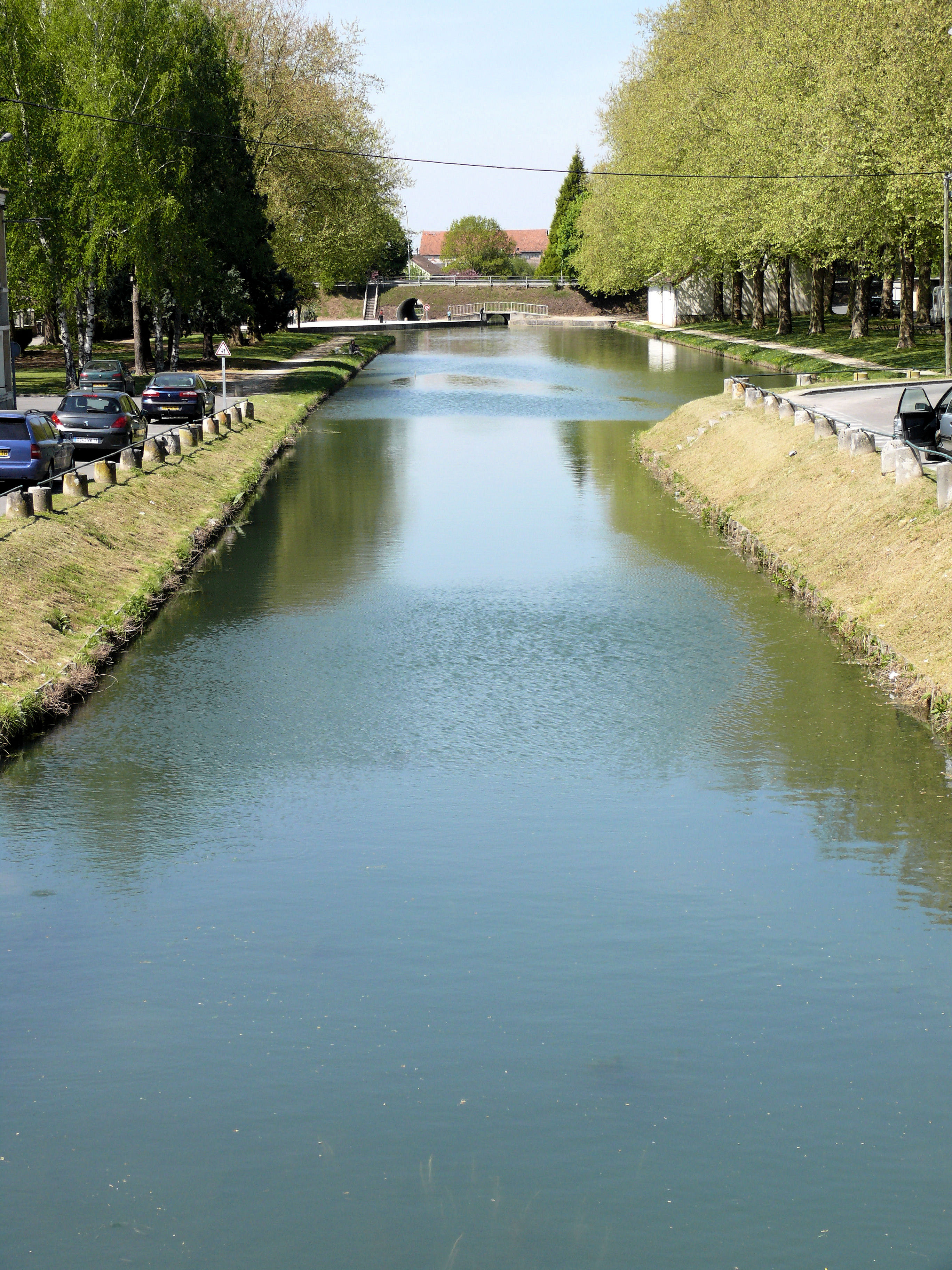
Branche nord-ouest à Mehun-sur-Yèvre.

La branche nord-ouest se prolonge par le Cher canalisé jusqu'à Tours (la première écluse est à Saint-Aignan-sur-Cher).
Mentionnons en plus trois petits embranchements : 
- le canal de Tessiaux vers Dun-sur-Auron (branche nord-ouest) ;
- le canal Saint-Louis à Torteron (branche nord-est) ;
- le canal de Mézières, à Bourges (branche nord-ouest).

## Un petit gabarit
Le choix par Dutens d'un petit gabarit lui a été dicté par la faiblesse des ressources en eau de la région de Sancoins, où est le point culminant du canal. Il s'est inspiré du réseau britannique conçu pour des bateaux narrowboats d'un port de 40 tonnes. De plus, l'emprise foncière étant moins importante, un tel canal revenait moins cher à construire.
Mais ce petit gabarit s'est très vite révélé un mauvais choix qui allait handicaper gravement ce canal interdit de fait aux bateaux plus gros, et notamment aux péniches flamandes de gabarit Freycinet.
Malgré cela, le canal de Berry a grandement contribué au développement économique de Montluçon au XIXe siècle.
Ce petit gabarit a entraîné de fait la conception de bateaux spécialement adaptés à ce canal, les « berrichons » aux dimensions maximales de 27,50 × 2,60 m, et pouvant porter 60 tonnes dans le canal de Berry, et 100 tonnes sur les autres canaux.
En France, deux autres canaux ont été conçus avec ce même gabarit : le canal de la Sauldre, en Sologne, et la rigole de l'Arroux de Gueugnon à Digoin.

## Caractéristiques

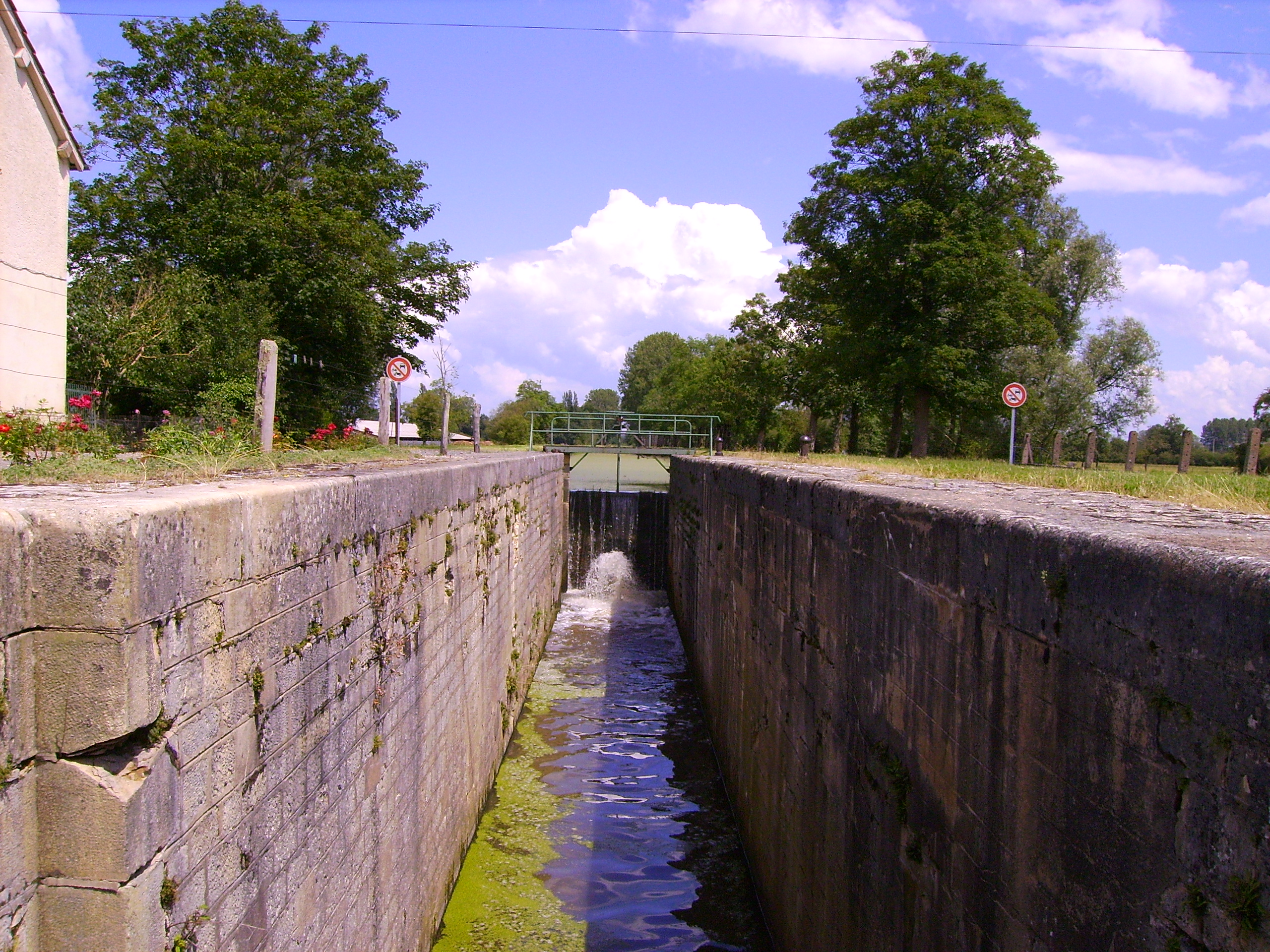
Écluse de Clairins, à Saint-Amand-Montrond.

Bief (min.) : Largeur : au plafond 6 m, au miroir : 10,50 m- mouillage : 1,50 m, tirant d'eau admis : 1,25 m.
Écluses  : Nombre : 96 (plus une de jonction avec le Cher à Vierzon) - Largeur : 2,70 m - longueur : 27,75 m.
Ouvrages d'art : 209 ponts dont 65 ponts-levis, quatre ponts oscillants, sept ponts-canaux (plus un 8e disparu sur l'embranchement de Torteron). 
Ce gabarit réduit permettait d'accueillir des bateaux dits « petits berrichons » de 27,50 m de long sur 2,60 m de large maximum.

## Communes traversées
Le canal relie les communes suivantes dans les départements de l'Allier, du Cher et du Loir-et-Cher :
- Montluçon
- Vaux
- Nassigny
- Vallon-en-Sully
- Épineuil-le-Fleuriel
- Saint-Amand-Montrond
- Charenton-du-Cher
- Sancoins
- Marseilles-lès-Aubigny
- Dun-sur-Auron
- Bourges
- Mehun-sur-Yèvre
- Vierzon
- Noyers-sur-Cher
- Saint-Victor
- Audes
- Huriel

## Ouvrages remarquables

### Monuments historiques
Le pont-canal franchissant la Sauldre avec ses escaliers et ses chemins de halage, situé à Châtillon-sur-Cher et à Selles-sur-Cher est inscrit au titre des monuments historiques par arrêté du 16 octobre 2009.

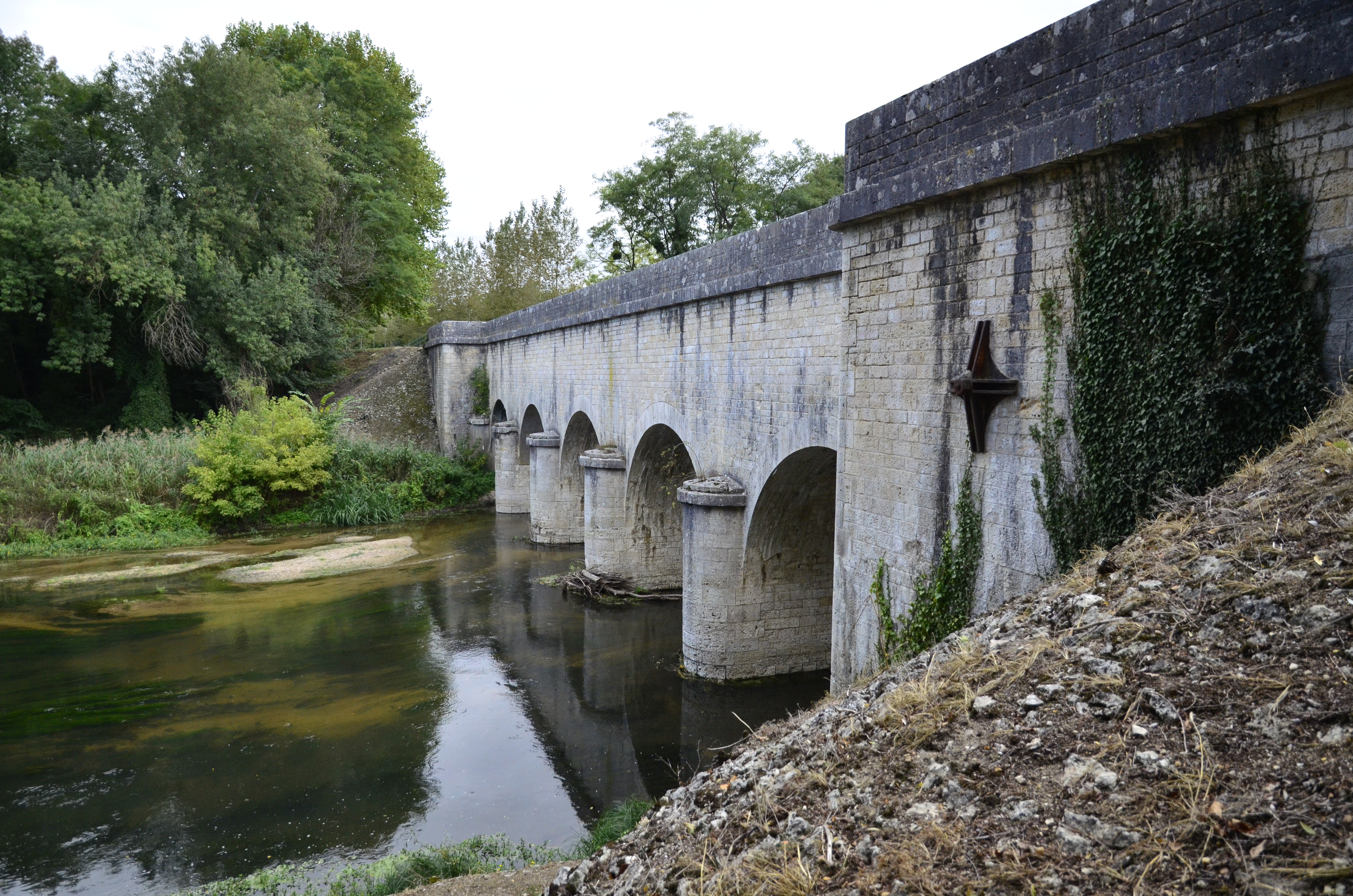
Pont-canal sur la Sauldre, à Chatillon sur Cher.
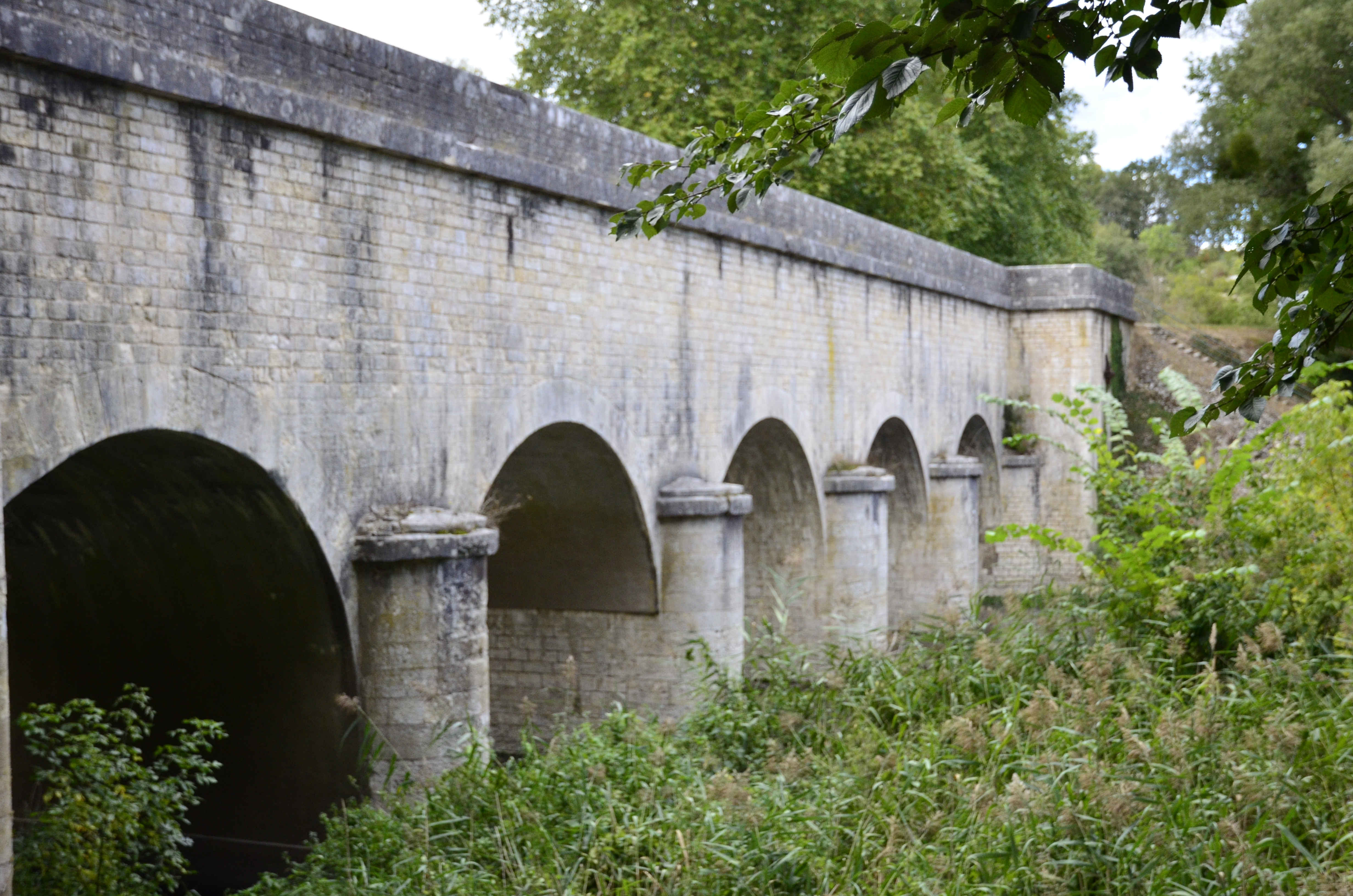
Autre vue de la face amont.

Le pont-canal de La Tranchasse à Ainay-le-Vieil, l'écluse de La Tranchasse à  Colombiers, ainsi que le pont la franchissant et le pont-canal de La Croix sont inscrits au titre des monuments historiques par arrêté du 15 avril 2009.

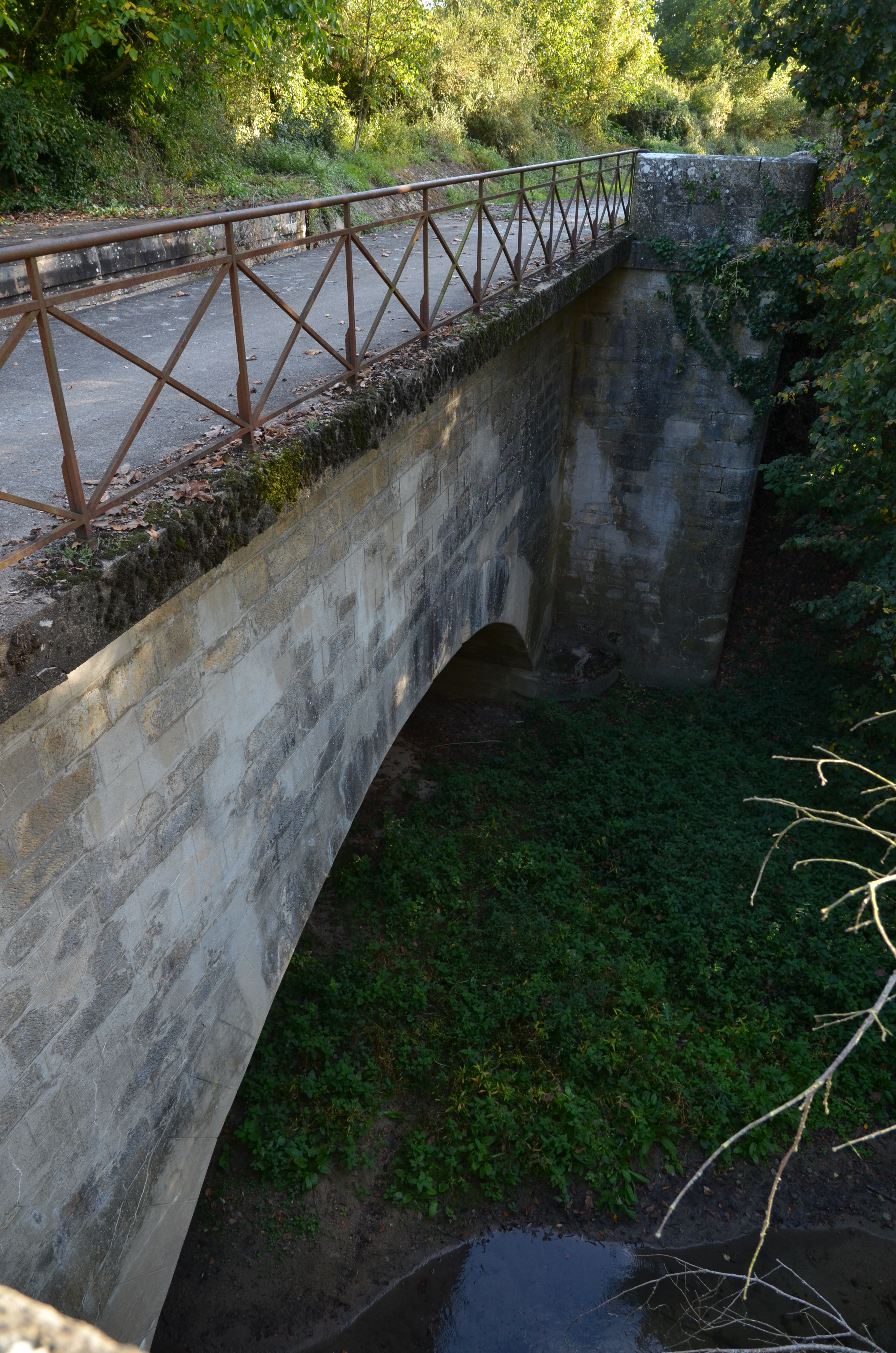
La Croix.
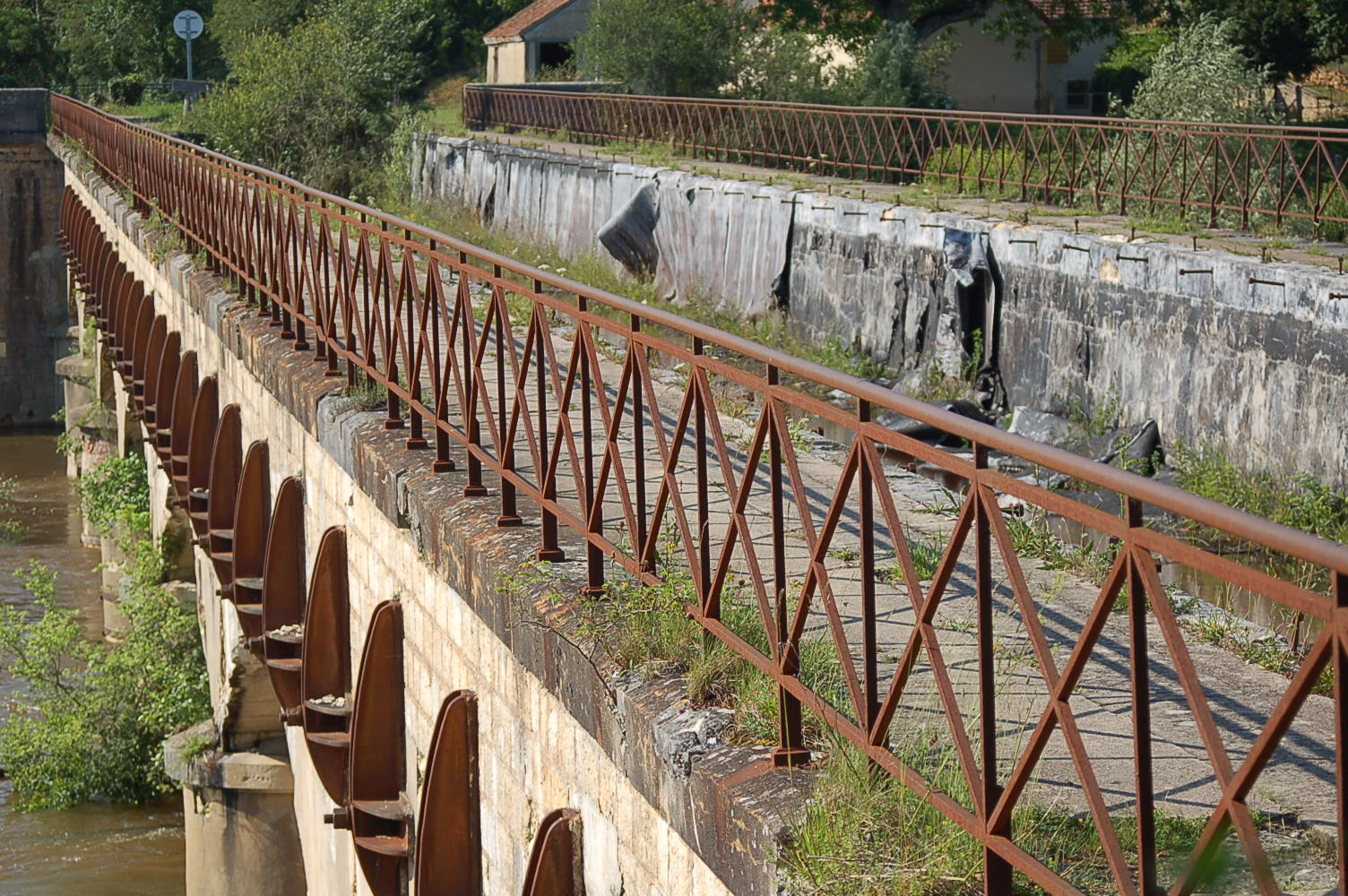
La Tranchasse, sur le Cher.

### Autres éléments remarquables
Sur la branche sud : ponts-canaux de Chantemerle, celui de La Queugne avec son écluse double qui est la seule du canal, pont-levis de Vallon-en-Sully, grue de transbordement du bassin de Laugère. À proximité : château d'Ainay-le-Vieil, vestiges gallo-romains de Drevant.

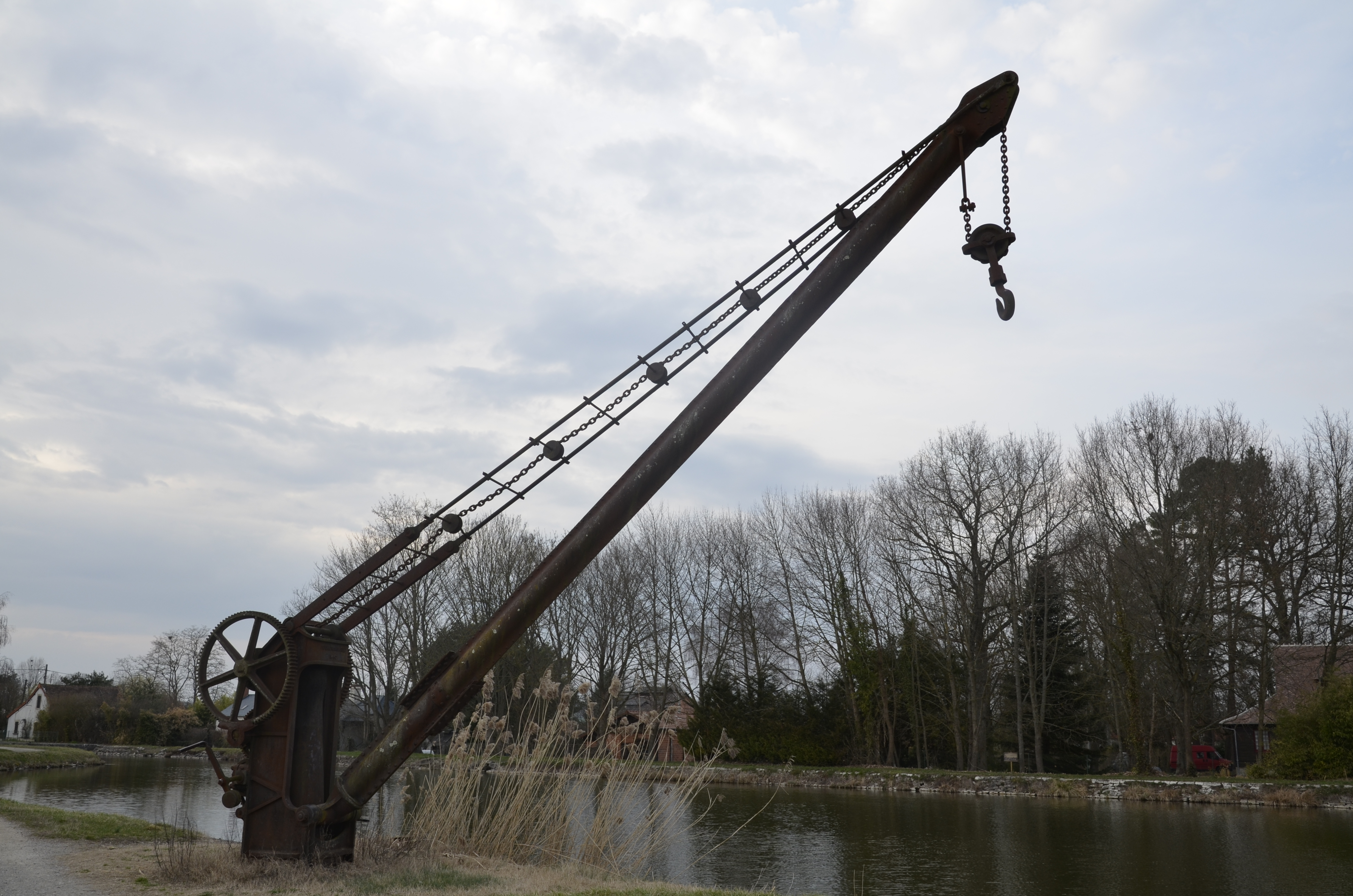
Grue de Laugère.

Sur la branche nord-est : tranchée d'Augy, réservoirs de Goule, Pirot et de la Marmande, ponts-canaux du Rhimbé.

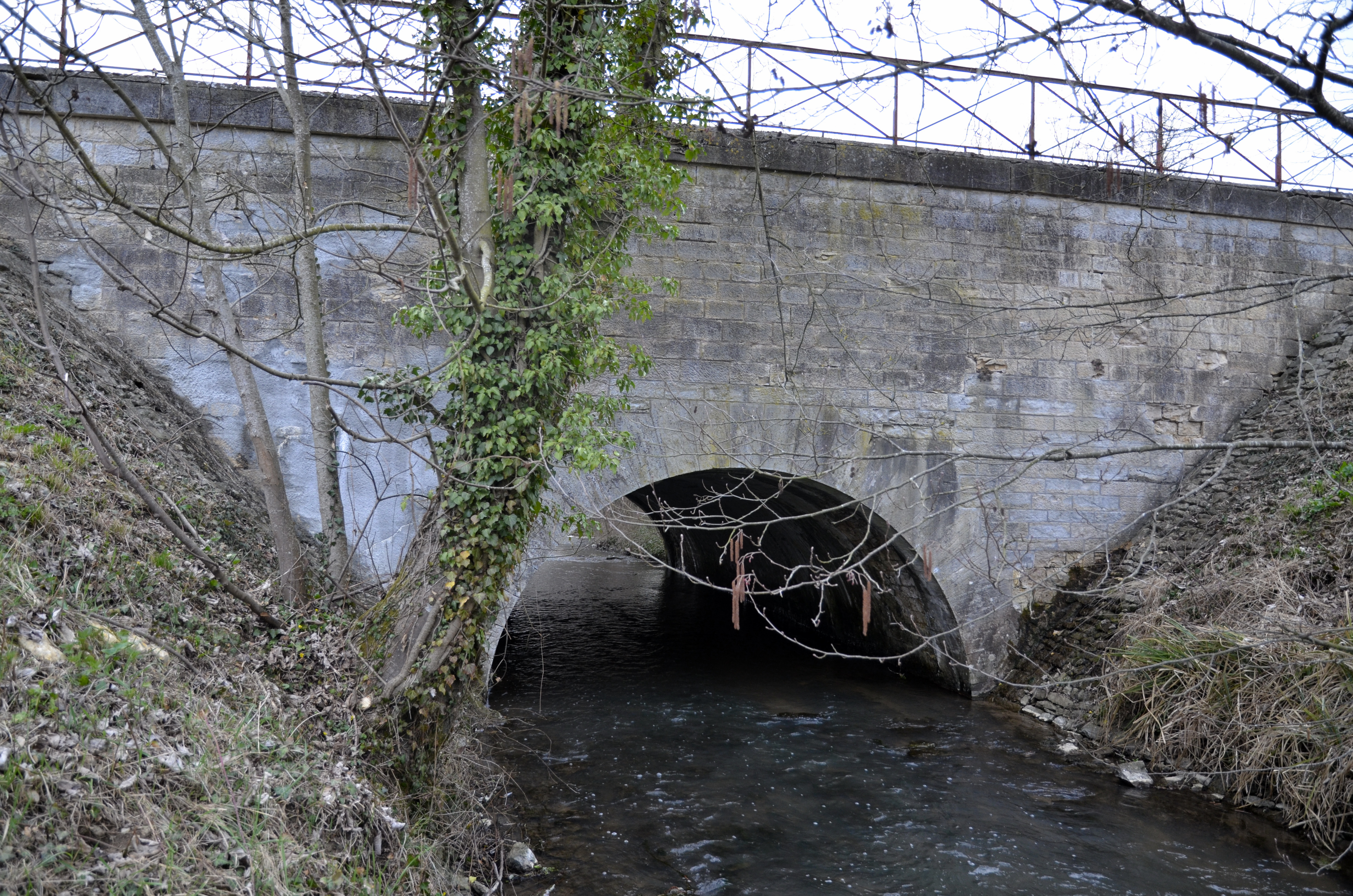
Pont-canal du Rhimbé, sur le Sagonin.
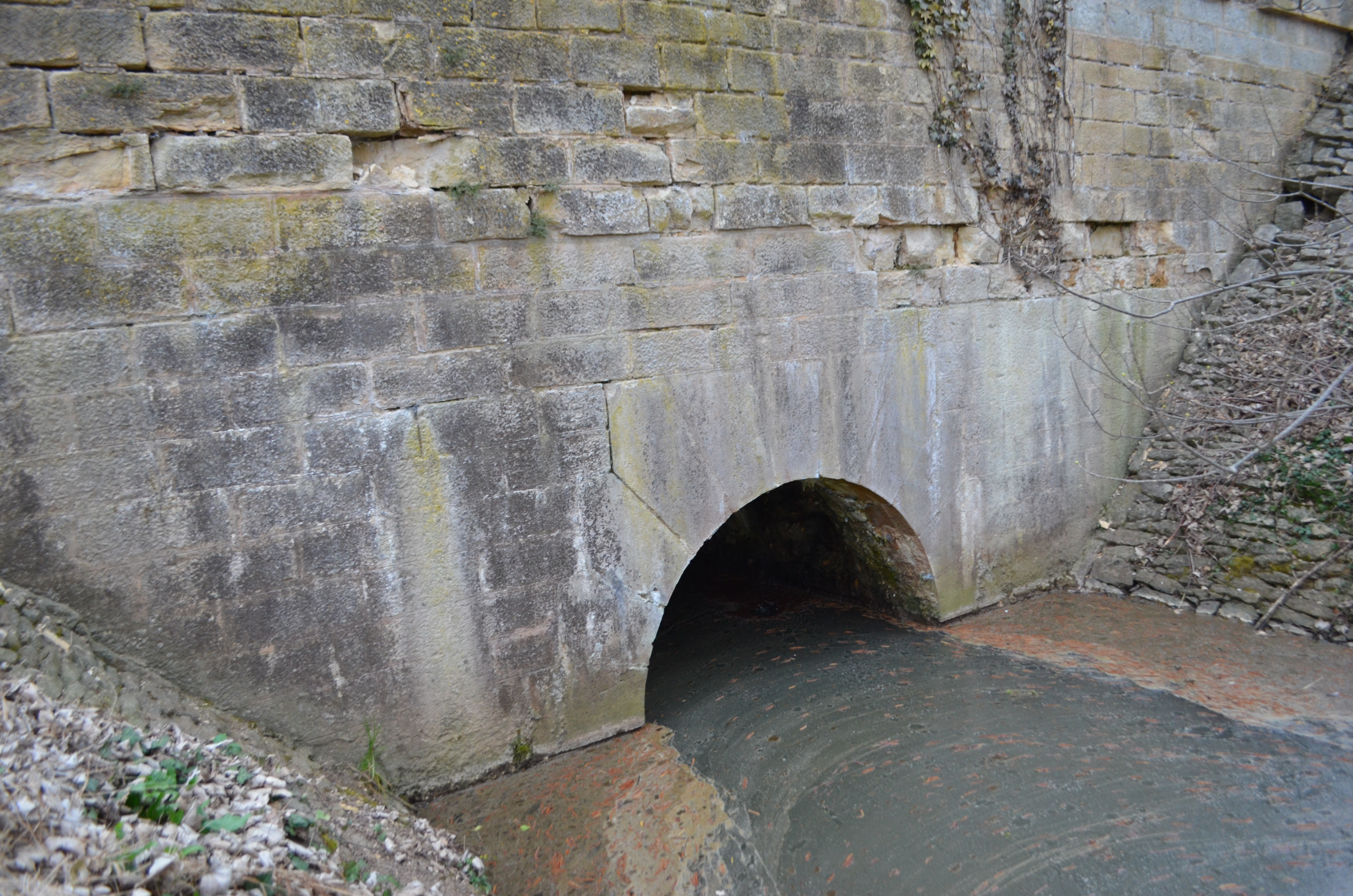
Pont-canal du Rhimbé, sur le vieux Sagonin.
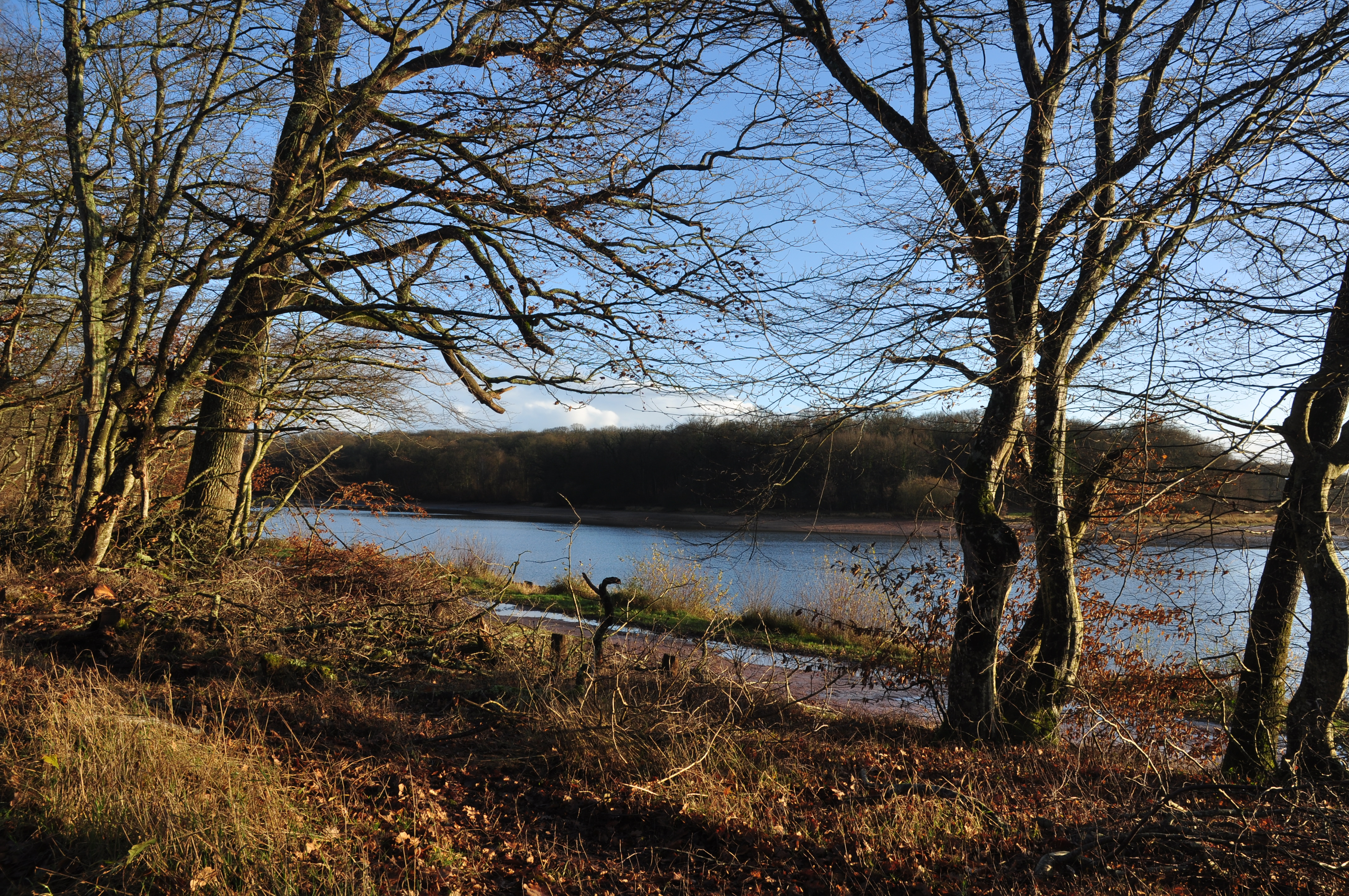
Étang de Pirot.
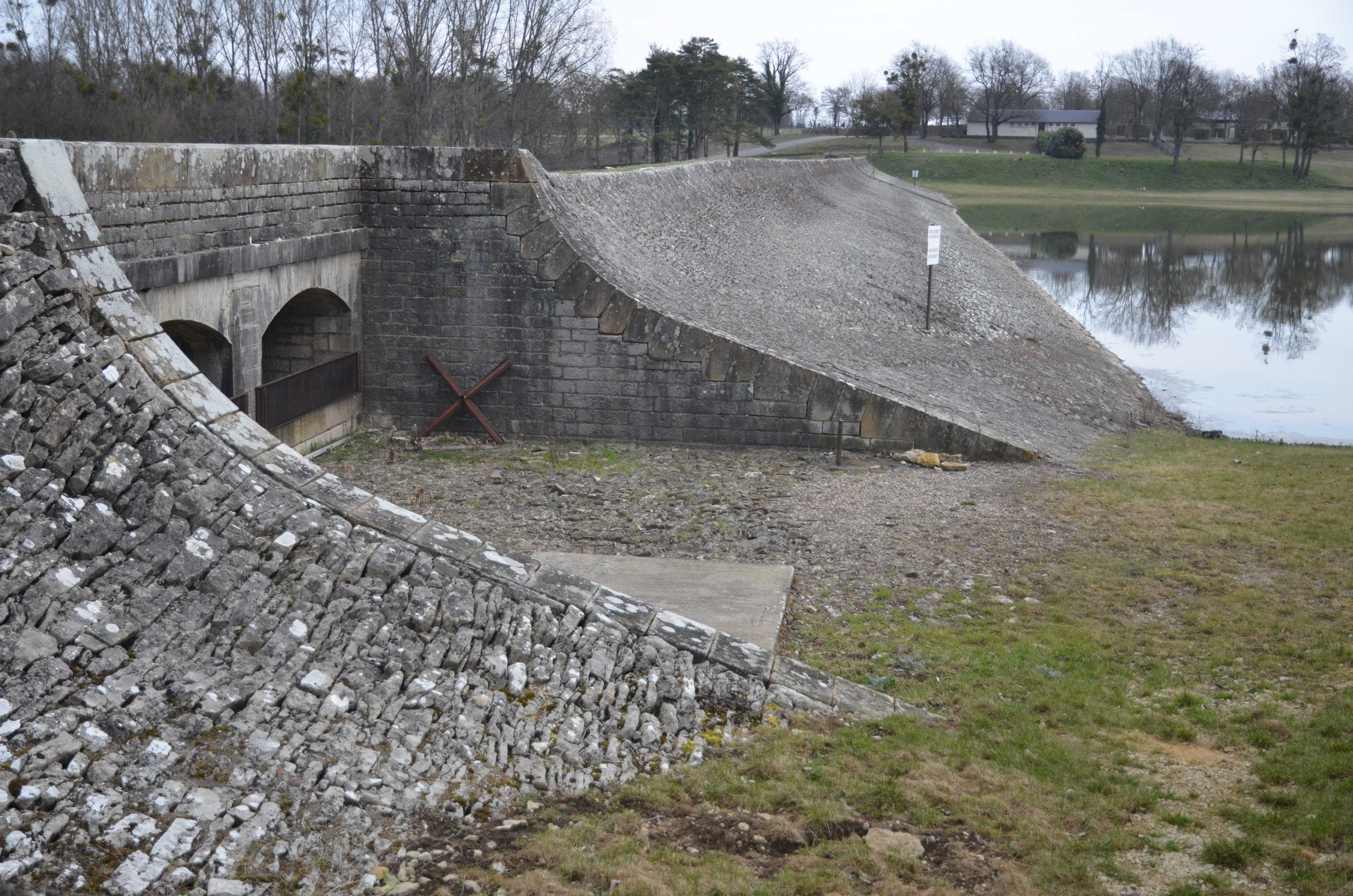
Déversoir et digue de Goule.

Sur la branche nord-ouest : sites de Bourges (où se trouve le moulin de la Chappe), Mehun-sur-Yèvre et Vierzon, gare d'eau de Noyers-sur-Cher.

## Vers une réhabilitation du canal?
Déclassé puis aliéné à partir de 1955, le canal a été vendu pour un franc symbolique du kilomètre aux communes riveraines qui en ont fait ce que bon leur semblait alors. Certaines l'ont conservé totalement ou partiellement en eau, d'autres l'ont abandonné aux broussailles, d'autres enfin l'ont bouché et ont construit dessus. Ce « saucissonage » rend sa réhabilitation difficile actuellement, alors qu'il serait une pièce maîtresse du tourisme fluvial en France, malgré et même peut-être grâce à son gabarit si particulier qui lui confère un charme unique. 
L'Association pour la Réouverture du Canal de Berry (ARECABE) œuvre depuis 1996 à une réouverture progressive. Déjà, une portion de 12 km avec cinq écluses de Selles-sur-Cher à Noyers-sur-Cher fonctionne à nouveau depuis les années 1990 (donc prolongée vers Tours par le Cher canalisé), et une autre de 3 km avec deux écluses fonctionne à Vierzon. Et en plusieurs endroits des ponts-levis ont été réhabilités, facilitant la navigation de petits bateaux électriques loués à l'heure ou à la demi-journée.

### Voie verte du canal de Berry
Depuis juillet 2014, une voie verte d'une vingtaine de kilomètres sur les rives de la branche sud du canal est en service de Montluçon à Vallon-en-Sully. Il s'ensuit en 2020, un nouveau tronçon de 80 kilomètres de Thénioux à Plaimpied-Givaudins
Cette voie verte le long du canal, serait, si le projet aboutit, la future Véloroute V46 « Cœur de France à Vélo » reliant les villes de Bourges, Vierzon puis Tours le long du Cher canalisé (branche nord-ouest), Nevers (branche nord-est) et Montluçon via Saint-Amand-Montrond (branche sud).